# Víg Mihály
Víg Mihály (Budapest, 1957. szeptember 21. –) magyar zeneszerző, versíró, dalszövegíró, gitárművész és énekes.

## Pályafutása
Zenész családban született. Alapító tagja a Trabant (1982–1985) és Balaton (1979–napjainkig) együtteseknek. A zenekarok számai ugyan az 1980-as években hivatalos kiadványokon nemigen jelenhettek meg, de underground slágerek lettek. Filmzenéket komponált Xantus János, Szirtes András, Szabó Ildikó, Müller Péter Sziámi és Tarr Béla filmjeihez. Ő játszotta a főszerepet Tarr Béla Sátántangó (1994) című filmjében. A torinói ló (2011) című film zenéjéért Európai Filmdíjra jelölték. Szerepel Fabricius Gábor Eltörölni Frankot (2021) című filmben is. 2022-ben életéről és munkásságáról portréfilm készült Kécza András rendezésben Ott torony volt címmel.

## Magánélete
1986-ban Pajor Tamás invitálására feleségével a Hit Gyülekezete tagja lett. Rövid idő elteltével csalódottan hagyta ott a vallási közösséget, de ennek a keserű találkozásnak az emléke egész életében elkísérte, hosszú ideig alkotói válságot is okozott neki. 2020-ban Bartus László Fesz lesz című könyvében felesége és kisfia elvesztése kapcsán súlyos vádakkal illette a gyülekezetet, és személy szerint Németh Sándort, a gyülekezet vezető lelkészét.

## Díjai
- a Magyar Köztársasági Érdemrend lovagkeresztje polgári tagozata (2003)
- Az EU XXL filmfesztivál "Az év filmzeneszerzője" díja (2008, Bécs)

## Filmográfia
- Eszkimó asszony fázik (zene) 1983 (magyar film)
- Ex-kódex (zene, színész) (1983) (magyar film)
- Őszi almanach (zene) 1984 (magyar film)
- Kárhozat (zene) 1988 (magyar film)
- Rocktérítő (zene) 1988 (magyar dokumentumfilm)
- Az utolsó hajó (zene) 1990 (magyar rövidfilm)
- Sátántangó (zene, színész) 1994 (magyar film)
- Utazás az Alföldön (zene) 1995 (magyar rövidfilm)
- Werckmeister harmóniák (zene) 2000 (magyar-német-francia-olasz filmdráma)
- A londoni férfi (zene) 2007 (francia-német-magyar-angol filmdráma)
- Saját halál (zene) 2008 (magyar kísérleti film)
- A torinói ló (zene) 2011 (magyar-francia-német-svájci filmdráma)
- Daymark (zene) 2011 (norvég-magyar filmdráma)
- NémetEgység @ Balatonnál – Mézföld (zene) 2011 (magyar film)
- A kert (zene) 2012 (magyar film)
- A hosszú út hazafelé (zene) 2013 (magyar film)
- Genezis (zene) 2018 (magyar film)
- Rengeteg – Mindenhol látlak (színész) 2021 (magyar film)
- Eltörölni Frankot (színész) 2021 (magyar film)

## Diszkográfia
- Irimiás siralmai (szerzői est – meditatív daljáték, 2009)
- Filmzenék Tarr Béla filmjeihez (2001)
- Balaton 1985. 04. 27. (csak kazettán jelent meg)
- Balaton II. (koncert és házi felvételek, 1992)
- A fény közepe a sötétség kapujában (1996)
- 1979-2009 (válogatás, 2009)
- 1987.03.27 – Inota (koncertfelvétel)
- 2019 – Lassan már hiába (Balaton)
- 2020 – Live at Hunnia I-II (Balaton)
- 2021 – Kijárási tilalom van (Balaton)
- 2021 – B=10*4+1 I-IV (Balaton)
- 2021 – Ady (Balaton)

## Bibliográfia
- Versek és novellák (versek, dalszövegek, novellák, forgatókönyvek, színdarabok; Bahia Music Kiadó, Budapest, 1996)[10]